# متلازمة بارتر
متلازمة بارتر (بالإنجليزية: Bartter syndrome) أو تضخم الخلايا المجاورة للكبب هو عيب موروث نادر في الطرف الصاعد لعروة هنلي في الكلية. تتمثل هذه المتلازمة في فقدان الأملاح عن طريق البول، نقص بوتاسيوم الدم، قلاء (انخفاض حموضة الدم)، ضغط دم ما بين السويّ والمنخفض، ومستويات كالسيوم في البول ما بين السوية والمرتفعة.

## تشخيص
يعاني مرضى متلازمة بارتر من نفس الأعراض التي يعاني منها المرضى الذين يستخدمون بشكل دائم الأدوية المدرّة للبول مثل الفوروسيميد. فأعراض متلازمة بارتر هي:
- انخفاض بوتاسيوم الدم
- قلاء استقلابي
- ضغط دم ما بين المنخفص والسويّ
- ارتفاع مستوى الرنين والألدوستيرون في الدم[2]

## فيزيولوجيا مرضية
إن متلازمة بارتر ناجمة عن طفرات في جينات المسؤولة عن تعبير بروتينات غشائية توصل الأيونات عبر غشاء الخلايا المتواجدة في الطرف الصاعد لعروة هنلي في الكليون.

## تاريخ
تعود تسمية هذه المتلازمة للطبيب الأمريكي اختصاصي الغدد الصم فردريك بارتر الذي وصف للمرة الأولى مرضى يعانون من هذه المتلازمة سنة 1960، باشتراك مع الطبيب باكيتا برونوفي. وقد وصف بارتر مرضى أخرى لاحقًا عام 1962.

## العلاج
ينبغي تشجيع المرضى لتناول كميات كبيرة من الصوديوم والبوتاسيوم. إنّ مكملات البوتاسيوم هي عادةً مطلوبة والسبيرونولاكتون spironolactone يستخدم أيضاً للحد من فقدان البوتاسيوم.
كما يمكن استخدام الأدوية المضادة للالتهابات (NSAIDs) التي تكون مفيدة بالأخصّ لحديثي الولادة الذين يعانون من متلازمة بارتر.
كما يمكن استخدام مثبطات الأنزيم المحوّلة للأنجيوتنسين.

## الحالات المرتبطة
إن متلازمة بارتر ومتلازمة جيتلمان كلاهما يتميز بنقص البوتاسيوم في الدم، ضغط دم طبيعي إلى منخفض وبنقص كلوريد الدم.

## وصلات خارجية
- The Bartter Site